# 세인트 앤드루스 대성당 (싱가포르)
세인트 앤드루스 대성당(영어: St Andrew's Cathedral, 중국어: 圣安德烈座堂, 병음: Shèng Āndéliè Zuòtáng, 말레이어: Katedral St Andrew, 타밀어: செயிண்ட் ஆண்ட்ரூ கதீட்ரல்)은 싱가포르의 성공회 성당이며, 싱가포르에서 제일 큰 성당이다. 다운타운 코어의 MRT 인터체인지, 싱가포르 시청 근처에 있으며, 싱가포르의 중심 업무 지구 중심 지역 내에 있습니다. 싱가포르 성공회 교구의 성당 교회이다.

## 같이 보기
- 싱가포르 성공회